# Tanukujen
Tanukujen är Guds namn i mytologin hos Didingafolket i Sudan i Afrika. Namnet förknippas även med regn.